# Gene Simmons familjejuveler
Gene Simmons familjejuveler är en amerikansk reality-TV-serie som premiärvisades på A&E den 7 augusti 2006. TV-serien följer Gene Simmons, från hårdrocksbandet Kiss, hans fru Shannon Tweed samt deras två barn, Nick och Sophie.